# Filinia grandis
Filinia grandis är en hjuldjursart som beskrevs av Koste och Russell J.Shiel 1980. Filinia grandis ingår i släktet Filinia och familjen Trochosphaeridae. Inga underarter finns listade i Catalogue of Life.